# Atresia del piloro
L''atresia del piloro o atresia congenita del piloro (CPA), indica una ostruzione congenita della regione terminale dello stomaco, che è fisiologicamente deputata a regolare il transito del contenuto gastrico nel duodeno.
L'anomalia è estremamente rara ed in genere rappresenta meno dell'1% di tutte le forme di atresia del tratto gastrointestinale superiore.

## Incidenza
L'atresia del piloro si ritiene abbia un'incidenza variabile da 1/300.000 a 1/1.000.000 di nati

## Epidemiologia
La condizione è associata ad una anomalia autosomica recessiva. Sebbene esitano casi isolate, più spesso il disturbo è correlato ad altre forme di atresia gastrointestinale così come frequente è l'associazione con l'epidermolisi bollosa oppure l'aplasia cutanea congenita.

## Forme anatomiche
- Atresia vera (cordone solido): in questo caso lo strato muscolare è conservato, sia pure ipoplasico.
- Atresia di tipo membranoso
- Aplasia pilorica

## Segni e sintomi
Il quadro clinico è dominato dal vomito, rigorosamente non biliare.

## Diagnosi
- Rx addome:  la radiografia mostra una singolo bolla d'aria gastrica, non accompagnata dalla presenza di gas a carico delle anse intestinali.

## Trattamento
Il trattamento della atresia del piloro è chirurgico ma l'approccio varia a seconda del tipo di atresia.
Nella forma membranosa in genere si ricorre alla asportazione chirurgica della membrana ed alla piloroplastica secondo Heineke-Mikulicz. Nella atresia vera (tipo a cordone solido) l'intervento preferito è in genere la gastro-duodenostomia ed al medesimo intervento si ricorre nella forma di aplasia pilorica.

In rari casi di atresia a cordone solido è possibile ricorrere chirurgicamente alla ricostruzione dello sfintere pilorico. L'intervento comporta la ricanalizzazione pilorica mediante trasposizione della mucosa gastrica e duodenale, secondo la tecnica di Dessanti.
Si procede anzitutto eseguendo la piloromiotomia ed andando ad isolare il cul di sacco della mucosa gastrica e duodenale che vengono quindi trasporte. Si procede poi alla sutura della parete posteriore della mucosa. Si completa l'anastomosi mucosa e si conclude con la sutura della piloromiotomia.
La tecnica di "ricanalizzazione pilorica mediante trasposizione di mucosa gastrica e duodenale" mira quindi ad una ricostruzione funzionale dello sfintere pilorico.

## Complicanze a lungo termine
- Reflusso bilio-gastrico
- Gastrite alcalina

## Prognosi
La prognosi in caso di atresia pilorica isolata è eccellente. Al contrario nei bambini affetti da atresia pilorica associata ad altre forme di atresia intestinale è in genere infausta. La morte sopravviene a seguito di una grave disidratazione da perdita di liquidi o secondariamente a sepsi.

## Follow-up
Il follow-up prevede dei controlli ad 1 e 5 anni di vita. In particolare si deve accertare la regolarità della crescita e l'insussitenza di disturbi dello svuotamento gastrico. Si può ricorrere ad indagini diagnostiche quali la radiografia dell'apparato digerente, che deve dimostrare una buona competenza dello sfintere pilorico, e la scintigrafia biliare, che fornisce informazioni circa un eventuale reflusso bilio-gastrico.